# Euplagia
Euplagia is een geslacht van vlinders uit de familie van de spinneruilen (Erebidae), onderfamilie beervlinders (Arctiinae).

## Soorten
- Euplagia quadripunctaria (Spaanse vlag) - (Poda, 1761)
- Euplagia splendidior - (Tams, 1922)